# Bayerisches Alarmierungs- und Sicherheitsinformationssystem
Bayerisches Alarmierungs- und Sicherheits-Informationssystem (BASIS) ist eine 1992 in Bayern einheitlich eingeführte Softwarelösung für den Brand- und Katastrophenschutz, welche unter dem Namen "BASIS - Brand- & Katastrophenschutz-Software" auch außerhalb Bayerns eingesetzt wird. Alleine in Bayern gibt es mehr als 4500 Installationen. Es wurde 1992 als einheitliche Verwaltungslösung eingeführt und später um Möglichkeiten zur Alarmierung erweitert. Das System basiert auf der Datenbank Superbase.

## Geschichte
Im Jahr 1985 wurde das Programm als reines Verwaltungsprogramm unter dem Namen "Feurio" auf Basis der Datenbank "Adimens" für den Atari entwickelt. Der nächste große Schritt fand dann 1987 statt, hier wurde die Software auf das noch heute genutzte Datenbanksystem "Superbase" umgezogen, für den Katastrophenschutz angepasst und lief ab jetzt unter Windows. Im Jahr 1992 erfolgte die landesweite Einführung in Bayern, 1995 wurden die Module Alarmierung und Alarmplanbearbeitung grundlegend überarbeitet.

## Module
Das System besteht aus verschiedenen Modulen, diese können über das Hauptmodul (welches beim Programmstart geöffnet wird) aufgerufen werden. Nutzerrechte werden nach Modulen vergeben. Ein Großteil der Module ist in der durch den Freistaat Bayern den bayerischen Feuerwehren zur Verfügung gestellten Version schon erhalten. Die Module "Einsatzdatenleitrechner (ELDR)", "Einsatzabrechnung" und "Gefahrstoffschnellinformationssystem (GSI)" müssen separat durch die jeweilige Feuerwehr vom Hersteller erworben werden.

### Hauptmodul
Hier werden Grundeinstellungen vorgenommen wie z. B. Systemoptionen, Zugangskontrolle, Drucker, Protokolle usw. Außerdem kann man hier z. B. Schnellzugriffe aus anderen Modulen konfigurieren (z. B. Word). Weiterhin wird von hier aus die Datensicherung vorgenommen. Das Hauptmodul bildet zusammen mit der Adressverwaltung den Kern des BASIS-Systems.

### Helferverwaltung
Hier werden die Daten der Helfer, also der Feuerwehrleute, verwaltet. Dies sind beispielsweise besuchte Lehrgänge, Freistellen vom Wehrdienst, persönliche Ausrüstung, Leistungsabzeichen und Ehrungen. Außerdem gibt es eine Vielzahl von Musterschreiben, welche direkt beim Ausdruck mit Helferdaten befüttert werden können.

### Material- und Geräteverwaltung
Hier kann man Material, Fahrzeuge, Geräte und Artikel verwalten. Es werden Zugänge und Ausmusterung von Material erfasst.
Außerdem können Wartungen hinterlegt werden. Über eine Bestandsverwaltung kann man Bestelllisten drucken. Außerdem ermittelt das System anstehende Wartungs- und Prüfungstermine und gibt eine Information heraus, wenn diese anstehen.

### K-Plan
Hier wird der Katastrophenschutzeinsatzplan (KEP) bzw. der Katastrophenschutzplan bearbeitet und erfasst. In Bayern gibt es hierzu eine vom Staatsministerium des Innern vorgegebene Struktur. Außerhalb Bayerns kann diese Struktur als Vorlage genommen und den lokalen Bedürfnissen angepasst werden.

### Alarmplanbearbeitung
In der Alarmplanbearbeitung werden Alarmierungskarten für Orte (Gemeinden eines Landkreises), Objekte (zum Beispiel Bürogebäude, Krankenhaus), Autobahnabschnitte, Gewässer, Straßen usw. erstellt und bearbeitet. Diese Alarmierungskarten stellen wiederum die Grundlage zur Alarmauslösung über das Modul "Alarmierung" dar. Zu Objekten können weitere Informationen hinterlegt werden (beispielsweise Grafiken, Maßnahmen, Text, besondere Stellen wie Hausmeister oder Strahlenschutzbeauftragter des Objekts). Außerdem werden in diesem Modul zum Beispiel Dienstpläne hinterlegt, es können Funkdaten abgelegt werden etc.

### Alarmierung
Hier wird die rechnergestützte Alarmierung aufgrund der im Modul "Alarmplanbearbeitung" erstellten Karten durchgeführt. Nach der Notrufannahme wird erst ein Objekt ausgewählt, danach wird eine Alarmstufe festgelegt (1–3 = Feuer; 4–6 = Technische Hilfeleistung; 7 = Gefahrgut). Danach wird mit Hilfe eines angeschlossenen 5-Ton-Gebers automatisch eine Alarmierung durchgeführt. Außerdem können von diesem Modul aus Probealarmierungen ausgelöst werden.

### Einsatzstatistik
Der Erfassung, Bearbeitung, Auswertung und Ausgabe von Brand-, Technischer Hilfeleistungs-, Fehlalarmierungs-, Rettungsdienst- und Übungsberichten dient das Modul "Einsatzstatistik". Dies kann sowohl in tabellarischer als auch in grafischer Form geschehen.
Statistiken können auf unterschiedlichen Ebenen erstellt werden (beispielsweise kann eine Feuerwehr eine Statistik ihrer Einsätze erstellen lassen, danach eine Bezirksregierung die Einsätze aller Feuerwehren in ihrem Bezirk).

### Kommunikation
Mit dem Modul "Kommunikation" können zwischen den BASIS-Anwendern Daten ausgetauscht werden. Dies kann entweder durch Dateien oder via DFÜ geschehen. Benötigt wird diese Funktion z. B. um statistische Daten auf die nächsthöhere Ebene weiterzuleiten oder um Stammdaten von anderen Anwendern zu importieren.

### Lehrgangsverwaltung
Je nach BASIS-Konfiguration gibt es verschiedene Stufen dieses Moduls:
1. Feuerwehren können Teilnehmerdaten erfassen und an den Fachberater oder den Kreisbrandrat weiterleiten
2. Führungskräfte können die Lehrgangsanträge erfassen und an die zuständige Regierung weiterleiten, weiterhin können Platzbuchungen für Lehrgänge durchgeführt werden
3. Regierungen erhalten die angebotenen Lehrgänge von den Ausbildungsstätten und verteilen diese auf die Landkreise/kreisfreien Städte. Auf Regierungsebene können Einladungen erstellt, Platzbuchungen durchgeführt und Teilnehmer per DFÜ bei den Schulen angemeldet werden.
4. Die Feuerwehrschulen können Lehrgänge erstellen, Plätze an die Bezirksregierungen durchführen und die Lehrgänge weiterleiten. Außerdem können Zeugnisse, Lehrgangsbestätigungen, Teilnehmerlisten und weiteres gedruckt werden.

### Einsatzdatenleitrechner (EDLR)
Dieses Modul gehört nicht zum Standardumfang von BASIS in Bayern.
Auf Basis der Alarmierungskarten oder abhängig von Einsatzstichwort oder Objekt wird ein Einsatzvorschlag (welche Einheiten mit welchen Mitteln sollten am besten eingesetzt werden?) erstellt. Alle Maßnahmen und Aufgabenbereiche von integrierten Leitstellen werden unterstützt.
Außerdem sind Schnittstellen zu Brandmeldeanlagen, Funkvermittlungssystemen, FMS, Geoinfo-Systemen, Fahrzeugtableaus, digitalen/analogen Alarmgebern und Kennungsauswerten und vielem mehr möglich.

### Einsatzabrechnung
Dieses Modul gehört nicht zum Standardumfang von BASIS in Bayern.
Dieses Modul baut auf den Daten des Moduls "Einsatzdatenleitrechner" auf. Hierüber können Einsätze nachbearbeitet werden.
Außerdem können Rechnungen für kostenpflichtige Einsätze erstellt, gespeichert und gedruckt werden. Es gibt Abrechnungsfunktionen für den Feuerwehr- und Rettungsdienstbereich.

### Gefahrstoffschnellinformation (GSI)
Dieses Modul gehört nicht zum Standardumfang von BASIS in Bayern.
Das Modul findet seine Hauptverwendung in der Gefahrenabwehr bei Unfällen oder Gefahrguteinsätzen. Es ist eine Suche nach UN-Nummer, Synonymen, Stoffnamen und CAS-Nummer möglich. Zu den eingetragenen Stoffen finden sich allerlei für den Einsatz nötige Informationen, welche normalerweise über Literatur (siehe Hommel) nachgeschlagen werden müsste.
Über Pflegeverträge wird die Datenbank aktuell gehalten.

## Nachfolger von BASIS in Bayern
Durch die Umstellung der Feuerwehren Bayerns vom bisherigen Konzept der Erstalarmierungsstellen (ständig besetzte Feuerwehr- und Polizeieinsatzzentralen) und Nachalarmierungsstellen (Feuerwehrhäuser) hin zu den Integrierten Leitstellen und der damit einhergehenden Ablösung von BASIS gibt es auch mehrere Umstellungen bei der Software:
- Die Katastrophenschutzstäbe werden zukünftig das webbasierte EPS-Web/K-Plan verwenden (Einsatz Protokoll System, ursprünglich wurde EPSweb für die Polizei entwickelt, siehe auch Polizei-IT-Anwendungen)
- Die integrierten Leitstellen (ILS), die die Polizeidienststellen bei der Alarmierung ablösen, verwenden die Software ELDIS III By
- Die Feuerwehren verwenden für die Feuerwehrverwaltung verschiedene Software-Lösungen. Seitens des LFV-Bayern wird für die Feuerwehren seit 2010 die Software "MP-Feuer" propagiert.[1]